# Elisaveta Bagrjana
Elisaveta Bagrjana, bulharsky Елисавета Багряна, vlastním jménem Elisaveta Ljubomirovová-Belčevová (29. duben 1893, Sofie - 24. únor 1991, Sofie) byla bulharská spisovatelka, zejména pak básnířka.
Malá ilustrovaná encyklopedie A-Ž ji označila za "autorku emocionální lyriky vyjadřující touhu po volnosti i vyznání smyslu života". Jejím velkým tématem bylo ženství, často psala z pozice "věčného ženství", jež zdraví život.
Vystudovala slovanskou filologii na univerzitě v Sofii. První básně otiskla roku 1915 v časopise Съвременна мисъл (Současné myšlení). Svou první knihu básní vydala roku 1927 pod názvem Вечната и святата (Věčnost a svatost). Psala též pro děti (zejm. Кладенецът). Její díla byla přeložena do třiceti jazyků.
Roku 1957 byla spoluautorkou textu nové bulharské hymny Българийо мила (Milované Bulharsko), která však byla roku 1964 nahrazena jinou státní hymnou.

## Vyznamenání
- Hrdina Bulharské lidové republiky –1983
- Řád Georgiho Dimitrova – 1983